# ABC (dagblad)
ABC is een Spaans dagblad dat uitgegeven wordt in Madrid. Het is de oudste nog bestaande krant die in de hoofdstad wordt uitgegeven. Qua oplage is het de derde krant van het land. Het blad vereenzelvigt zich sterk met het conservatisme en het monarchisme, en volgt een uitgesproken rechtse lijn.

## Geschiedenis
De eerste editie van ABC komt uit op 1 januari 1903, hoewel toen nog als weekblad. Vanaf 16 juni van dat jaar verschijnt het blad twee keer per week. Vanaf 1 januari 1905 wordt de krant een dagblad. Al vanaf het begin toont de krant zich conservatief. In 1929 verschijnt ook ABC Sevilla, in de gelijknamige Zuid-Spaanse stad, volledig ingevuld op aanwijzing van de redactie in Madrid. 

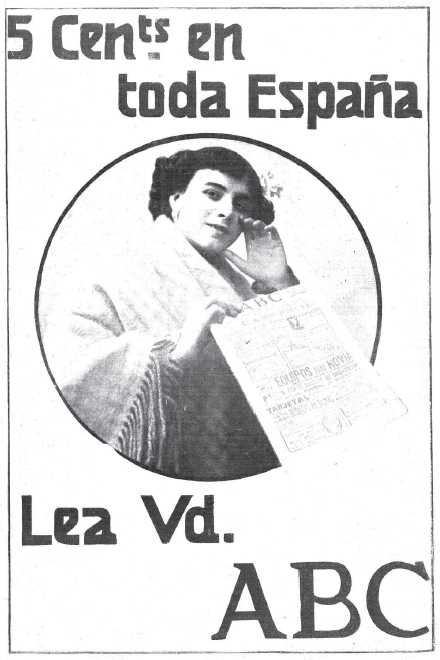
Reclame voor ABC uit 1909

Bij aanvang van de Spaanse Burgeroorlog vallen beide edities aan verschillende kanten van het conflict: Sevilla aan de nationalistische kant en Madrid aan de republikeinse kant. In juli 1936 beveelt de republikeinse regering de medewerkers van de krant het kantoor te verlaten. Een aantal journalisten en redacteuren wordt opgepakt, hoofdredacteur Alfonso Rodríguez Santamaría wordt begin augustus gefusilleerd. De krant wordt in beslag genomen door het Volksfront en valt tot de val van Madrid onder zeggenschap van de Republikeinse Unie.
Aan het einde van de oorlog wordt de krant door de regering van Franco teruggegeven aan zijn oorspronkelijke eigenaren en keert uiteraard terug naar de vertrouwde conservatieve editoriale lijn. Een poosje is het de meest gelezen krant van Spanje, maar raakt in een langzaam verval, tot het herstellen van de democratie in 1978, als de verkoopcijfers weer stijgen. De krant zoekt de lijn van de Partido Popular, de Spaanse conservatieve partij op, en steunt die ook als El Mundo dat niet doet. Ook weerspreekt het de complottheorieën van de laatstgenoemde aangaande de terroristische aanslagen in Madrid van 11 maart 2004. 
Tijdens het bestaan van de krant hebben een aantal grote namen stukken afgedrukt op de pagina's van ABC, onder wie Ramón María del Valle-Inclán, Azorín, Julián Marías, Pedro J. Ramírez en Juan Manuel de Prada. 

## Inhoud
ABC geeft een uitgesproken rechts en monarchistisch geluid, al tijdens het regime van Francisco Franco steunt het de graaf van Barcelona en later diens zoon, Juan Carlos I van Spanje. Vooral de opiniestukken, waarvan de voornaamste op de derde pagina (La Tercera) staan, hebben een prominente positie in de krant en wordt er een uitgesprokener keuze van columnisten gemaakt dan bij de andere kranten. 
Qua opmaak onderscheidt het zich van andere dagbladen door zijn formaat (folio), de paginagrote foto op de voorkant, door de nietjes in de rug en de opinieartikelen op de derde pagina. 

## Bereik
ABC de Sevilla wordt vandaag de dag nog aan de man gebracht. Ook verschijnen er tegenwoordig lokale edities in andere grote steden van het land. 'ABC Madrid' schrijft deze regionale poten de editoriale lijn voor, en voorziet ook in de meeste artikelen. Beide kranten hebben een aparte internetpagina, waarbij die van ABC de Sevilla ook in lokaal nieuws voor Sevilla en Andalusië voorziet. 

### Oplage
ABC had in de periode juli 2009 tot juni 2010 een gemiddelde dagelijkse oplage van 331.810 exemplaren, de nationale en regionale edities bij elkaar opgeteld. Daarmee was het de derde krant van Spanje, na El País en El Mundo. 